# أندرييس روبينس
أندرييس روبينس (باللاتفية: Andrejs Rubins) (مواليد 26 نوفمبر 1978 في ريغا) لاعب كرة قدم لاتفي دولي يجيد اللعب في خط الوسط .
لعب لصالح نادي كاراباغ الأذربيجاني عام 2010 .

## مسيرته الكروية
لعب أندرييس روبينس خلال مسيرته الاحترافية مع 9 أندية في سبعة عشر موسمًا وسجل خلالها 29 هدفًا ضمن 275 مباراة. حيث فاز في موسمين بالكأس وفي أربعة مواسم بالدوري.
خاض أندرييس روبينس مسيرته مع نادي أوسترس ما بين عامي 1997 و1998 لمدة موسم واحد، مشاركًا في 11 مباراة ولم يسجل أي هدف. ثم انتقل إلى نادي سكونتو في موسم 1998 واستمر معه طيلة ثلاثة مواسم، حيث شارك في 67 مباراة سجل خلالها 14 هدفًا. لينتقل بعدها إلى نادي كريستال بالاس في موسم 2000–01 واستمر معه طيلة ثلاثة مواسم، مشاركًا في 31 مباراة ولم يسجل أي هدف. ثم انتقل إلى نادي شينيك ياروسلافل في عامي 2003-2005 في المرة الأولى ولمدة موسمين ثم ما بين عامي 2006 و2007 لمدة موسم واحد، مشاركًا طوالها في 64 مباراة سجل خلالها 4 أهداف. هذا وانتقل لاحقًا إلى نادي سبارتاك موسكو ما بين عامي 2005 و2006 لمدة موسم واحد، مشاركًا في 5 مباريات ولم يسجل أي هدف. ثم انتقل بعدها إلى نادي لييباياس ميتالورغس في عامي 2007-2009 ولمدة موسمين، مشاركًا في 18 مباراة سجل خلالها هدفًا واحدًا. ليعود وينتقل من جديد، لكن هذه المرة إلى نادي كشله في موسم 2008–09 ولمدة موسمين، مشاركًا في 49 مباراة سجل خلالها 9 أهداف. لينتقل بعدها إلى نادي قره باغ في موسم 2010–11 لمدة موسم واحد، مشاركًا في 12 مباراة ولم يسجل أي هدف. ثم لعب في سیمرغ زاقاتالا ‏ في موسم 2011–12 لمدة موسم واحد، مشاركًا في 18 مباراة سجل خلالها هدفًا واحدًا.

## روابط خارجية
- أندرييس روبينس على موقع الاتحاد الدولي (مؤرشف)  (الإنجليزية)
- أندرييس روبينس على موقع قاعدة بيانات كرة القدم.إي يو (الإنجليزية)
- أندرييس روبينس على موقع ناشيونال فوتبول تيمز (الإنجليزية)
- أندرييس روبينس على موقع Soccerbase.com (لاعب) (الإنجليزية)
- أندرييس روبينس على موقع Soccerway.com (الإنجليزية)
- أندرييس روبينس على موقع عالم كرة القدم.نت (الإنجليزية)
- أندرييس روبينس على موقع كووورة